# Sciurus nayaritensis
Sciurus nayaritensis är en däggdjursart som beskrevs av J. A. Allen 1890. Sciurus nayaritensis ingår i släktet trädekorrar, och familjen ekorrar. IUCN kategoriserar arten globalt som livskraftig.

## Underarter
Catalogue of Life och Wilson & Reeder skiljer mellan tre underarter:
- Sciurus nayaritensis nayaritensis
- Sciurus nayaritensis apache
- Sciurus nayaritensis chiricahuae

## Beskrivning
Under sommaren är pälsen på ryggsidan brunaktig med toner antingen i ockra eller rött, medan sidorna och buksidan, tillsammans med ben och fötter, är rödaktiga till ockrafärgade. I södra delarna av utbredningsområdet är pälsen på överdelen uppblandad med vitt, och buksidan är vitaktig. Svansen är yvig, och gulbrun till gul. Vinterpälsen har ett brett, svart band längs ryggen. Kroppssidorna är mörkt gulgrå medan buksidan är ockrafärgad. Kroppslängden varierar beroende på underart: S. n. nayaritensis är mellan 26,4 och 31,5 cm, med en svans på 23,7 till 29,4 cm; S. n. apache har en kroppslängd på 25,8 till 30,9 cm, svanslängd på 25,9 till 29,8 cm, och S. n. chiricahuae har en kroppslängd på 26,7 till 30,1 cm, svanslängd på 25 till 28,1 cm.

## Ekologi
Habitatet utgörs av bergsskogar på höjder mellan 1 560 och 2 700 m, vanligast inom 1 650 till 1 950 m, bevuxna med tall, blandade barrträd, ask, valnöt, platanträd och städsegröna ekar. Arten är dagaktiv och bor i träden, men den är ingen god klättrare och tillbringar större delen av dagen på marken.

### Föda
Till skillnad från många andra i ekorrfamiljen lägger inte Sciurus nayaritensis upp förråd, inte heller tigger den vid campingplatser. Huvudfödan utgörs av tallfrön, valnötter och ekollon. I brist på sådan föda tar arten rötter, rotknölar, lökar och skott. Bär, svammp och insekter kan också förtäras, och sällsynt löv, bark, lavar samt fågelägg och -ungar.
Själv utgör arten föda åt rovfåglar, ormar, mindre rovdäggdjur som gråräv och människan.

### Fortplantning
Arten är könsmogen före ett års ålder. Honan får en eller sällan två kullar per år, i april till maj. Dräktigheten varar omkring 43 dagar, och kullstorleken varierar från 1 till 3. Ungarna dias i omkring 11 veckor.

## Utbredning
Arten förekommer i delstaten Jalisco i västra Mexiko och i ett smalt, angränsande område i sydöstra Arizona i USA. Den är ingenstans särskilt vanlig.